# Nancy Brinker
Nancy Goodman Brinker (Peoria, 6 dicembre 1946) è una filantropa, diplomatica, imprenditrice e attivista sanitaria statunitense, capo del protocollo sotto l'amministrazione Bush, nonché fondatrice e amministratore delegato del Susan G. Komen for the Cure.
La Brinker fondò l'organizzazione nel 1982, dopo aver promesso alla sorella morente di istituire un centro che aiutasse le donne affette da tumore al seno. Nel corso degli anni, il  Susan G. Komen for the Cure è divenuto il più importante no profit contro il cancro al seno in tutto il mondo.
Dal 2001 al 2003 ha ricoperto l'incarico di ambasciatore statunitense in Ungheria. Durante questo periodo ha contribuito a sensibilizzare le donne ungheresi sul problema del tumore al seno e ha inoltre indetto una conferenza riguardo al tema dello sfruttamento dei lavoratori.
Nel 2007 fu nominata dal presidente Bush capo del protocollo. Il suo compito era quello di interagire con gli ambasciatori stranieri e coordinare le cerimonie ufficiali di accoglienza dei capi di stato esteri. La Brinker fu la prima persona americana a dare il benvenuto al papa Benedetto XVI nella Andrews Air Force Base.
Nel 2009 la Brinker è stata nominata dall'OMS ambasciatrice per il controllo del cancro. Attraverso il suo incarico, Nancy Brinker ha sostenuto la necessità di avviare dei programmi di prevenzione anche nei paesi più poveri. Grazie al suo impegno umanitario è stata insignita di numerosi premi, fra cui la Medaglia presidenziale della libertà.
Nancy Brinker è accreditata come membro famoso di Toastmasters International.
Il TIME l'ha inserita nella classifica delle 100 persone più influenti al mondo.